# Biologische Sicherheit
Die Biologische Sicherheit ist ein deutscher Rechtsbegriff.

## Geschichte
Die erste Definition zur „Biologischen Sicherheit“ hat ihren Ursprung 1990 im Gentechnikgesetz (GenTG). Dort wurde die Biologische Sicherheit synonym mit der gentechnischen Sicherheit verwendet. Inhaltlich erfuhr die Biologische Sicherheit durch die Aufgaben der Zentralen Kommission für Biologische Sicherheit (ZKBS) und des Beauftragten für Biologische Sicherheit (BBS) einen Bezug. Zur Einhaltung und Überwachung der Biologischen Sicherheit regelt die Gentechnische Sicherheitsverordnung (GenTSV) die Tätigkeiten des BBS. Im Vordergrund der Biologischen Sicherheit steht der sichere Umgang bzw. das sichere Arbeiten mit gentechnisch veränderten Organismen (GVO). Dazu hat sich als biologische Disziplin ein eigenständiges Forschungsfeld, vorrangig in der grünen Gentechnik, entwickelt – die biologische Sicherheitsforschung.
Mit der Biostoffverordnung (BioStoffV) 1999 wurde die Begrifflichkeit der Biostoffe bzw. der biologischen Arbeitsstoffe eingeführt. Der sichere Umgang mit diesen Stoffen wurde Teil der biologischen Sicherheit. Durch das Bundesanstalt für Arbeitsschutz und Arbeitsmedizin (BAuA) wurde daher 2006 in der Zielsetzung der Technischen Regeln für biologische Arbeitsstoffe (TRBA) 100 deutlich gemacht, dass „diese TRBA die baulichen, technischen und organisatorischen Mindestanforderungen an die biologische Sicherheit in Laboratorien für vier Schutzstufen festlegt, die für Tätigkeiten mit biologischen Arbeitsstoffen verschiedener Risikogruppen erforderlich sind. Die Anforderungen sollen Gefährdungen für die Beschäftigten, die sich aus den Tätigkeiten mit biologischen Arbeitsstoffen ergeben können, auf ein Minimum reduzieren.“ Damit wurde die inhaltliche Bedeutung der biologischen Sicherheit erweitert, nicht zuletzt um biologische Gefahren am Arbeitsplatz und für die Gesellschaft abzuwehren. Die weiträumige Einhaltung der biologischen Sicherheit außerhalb von Laboratorien ist für den Schutz deren Bevölkerung wichtig. Daher gibt es zur Abwehr biologischer Gefahren spezielle Forschungsschwerpunkte z. B. das Zentrum für Biologische Gefahren und Spezielle Pathogene am Robert Koch-Institut.

## Anwendungsbereiche
Die biologische Sicherheit muss überall dort überwacht bzw. geprüft werden wo gemäß BiostoffV Tätigkeiten durchgeführt werden. Das ist:
1. das Verwenden von Biostoffen, insbesondere das Isolieren, Erzeugen und Vermehren, das Aufschließen, das Ge- und Verbrauchen, das Be- und Verarbeiten, das Ab- und Umfüllen, das Mischen und Abtrennen sowie das innerbetriebliche Befördern, das Aufbewahren einschließlich des Lagerns, das Inaktivieren und das Entsorgen sowie
2. die berufliche Arbeit mit Menschen, Tieren, Pflanzen, Produkten, Gegenständen oder Materialien, wenn aufgrund dieser Arbeiten Biostoffe auftreten oder freigesetzt werden und Beschäftigte damit in Kontakt kommen können.

### Begriffliche Analogie
Im englischen Sprachraum wird der Begriff Biosafety in analoger Weise zur biologischen Sicherheit verwendet. Die inhaltliche Übereinstimmung ist umfänglich. Häufig wird das Wort Biosafety direkt in Biosicherheit übersetzt. Das Präfix Bio- wird im deutschsprachigen Raum in zahlreichen Verbindungen verwendet; in Regel für Produktionsverfahren z. B. von Nahrungsmitteln. Das Wort Biosicherheit kann daher missverständlich sein.

### Fachliche Überschneidungen
Umfangreiche inhaltliche Überschneidungen der BioStoffV mit dem Infektionsschutzgesetzes (IfSG) haben besonders beim Umgang mit Mikroorganismen für den Labor- sowie Arbeitsalltag und damit für die Biologische Sicherheit praktische Konsequenzen z. B. bei der Zulassung von Laboren. Kenntnisse in der Molekularbiologie und Mikrobiologie sowie Biozidverordnung (BiozidV) und Hygieneverordnungen gehören heute zum Handwerkzeug der biologischen Sicherheit und damit zur Abwehr biologischer Gefahren.
Die enge Zusammenarbeit mit Gesundheitsämtern und verschiedenen Abteilungen der Bezirksregierungen erleichtern die Zulassung (gem. GenTV, BioStoffV, IfSG) und das Arbeiten in den Bereichen, in denen die biologische Sicherheit täglich auf dem Prüfstand steht.